# 电子宠物
電子寵物是一種人工玩伴，作為陪伴人類或者作為娛樂用途。人們可以飼養電子寵物以取代真正的寵物。
雖然電子寵物的設計未必一定要求飼養者達成一定的任務，但不少電子寵物的設計都要求玩家達到令到電子寵物不會死亡，和令到電子寵物長大的任務。而要令電子寵物不會死亡的話，一般便需要玩家「餵飼」寵物和與寵物玩耍。
有些電子寵物的設計則不必玩家達成一定的任務。那些電子寵物則多以能夠讓玩家與之建立關係為設定目標。這類電子寵物會被設計成有不同的性格，可以讓玩家慢慢發掘和感受。這類電子寵物多數更著重寵物的視覺和互動的效果，令玩家有以為電子寵物是真寵物的錯覺，才能令玩家更易於與之建立關係。

## 知名產品
- 他媽哥池
- 携带机
- Furby（英语：Furby）
- AIBO
- Pleo（英语：Pleo），電子恐龍
- iDog（英语：iDog），電子狗
- Paro (robot)（英语：Paro (robot)）
- QQ宠物
- 旅行青蛙